# Alidosi

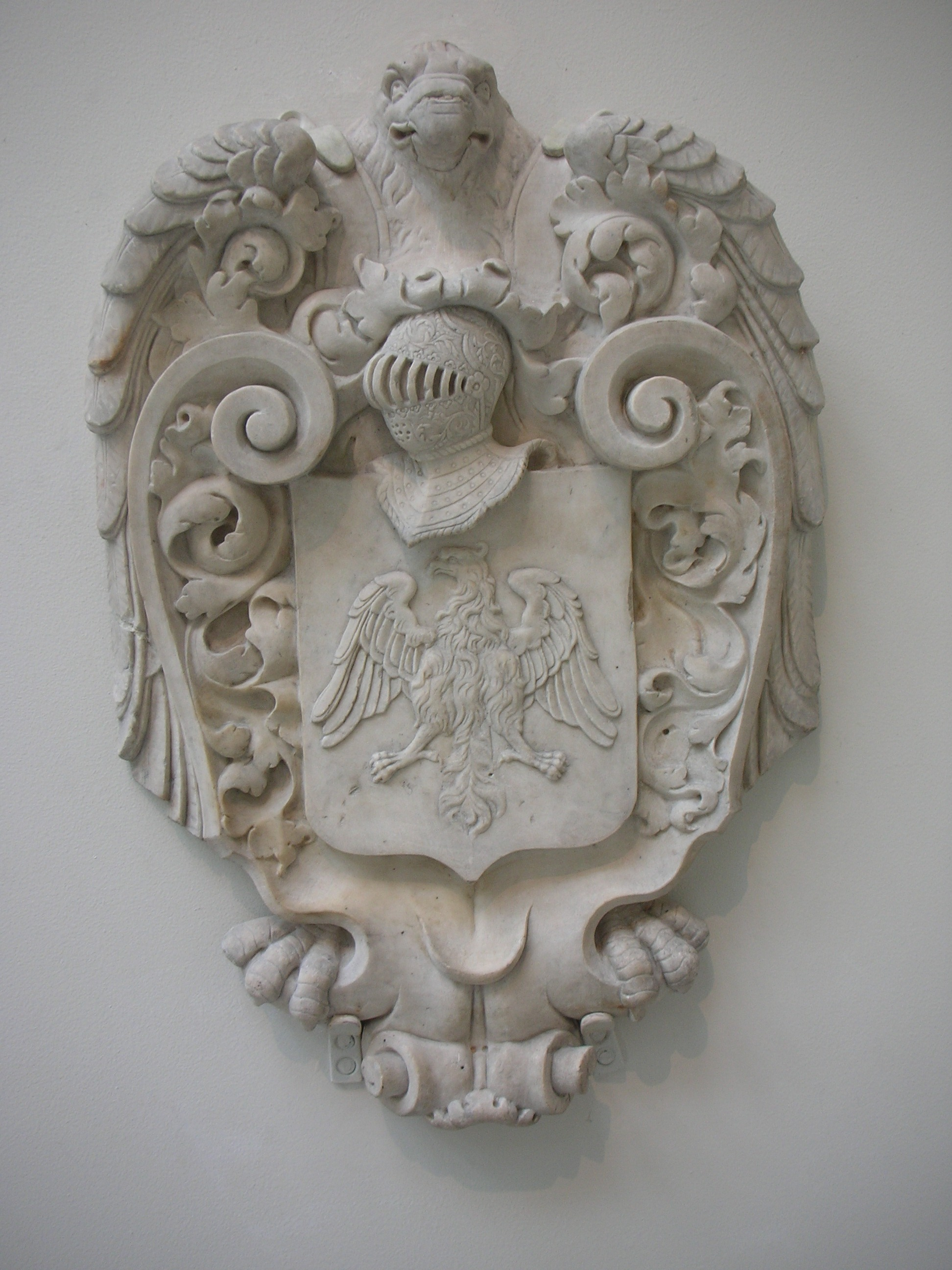
Wappen der Familie Alidosi vom ehemaligen Palazzo Alidosi in Cesena, jetzt im Victoria & Albert Museum.

Die Alidosi sind eine Familie aus der Romagna, die im Spätmittelalter die Signoria über Imola innehatte. Ursprünglich stammten sie aus dem Santerno-Tal. Aus dem Castel del Rio ließ Papst Urban VIII. sie entfernen. Bedeutender Vertreter war Kardinal Francesco Alidosi.